# Kiezegem
Kiezegem is een dorp in de Belgische provincie Vlaams-Brabant. Samen met Meensel vormt het Meensel-Kiezegem, een deelgemeente van Tielt-Winge. Kiezegem ligt anderhalve kilometer ten westen van Meensel.

## Geschiedenis
Op de Ferrariskaart uit de jaren 1770 is de plaats weergegeven als het dorp Kiesecom.
Op het eind van het ancien régime werd Kiezegem een gemeente. In 1824 werd de gemeente al opgeheven en samengevoegd met Meensel tot de nieuwe gemeente Meensel-Kiezegem.
In augustus 1944 vonden in Meensel-Kiezegem razzia's plaats.

## Bezienswaardigheden
- De Sint-Pieterskerk

## Galerij

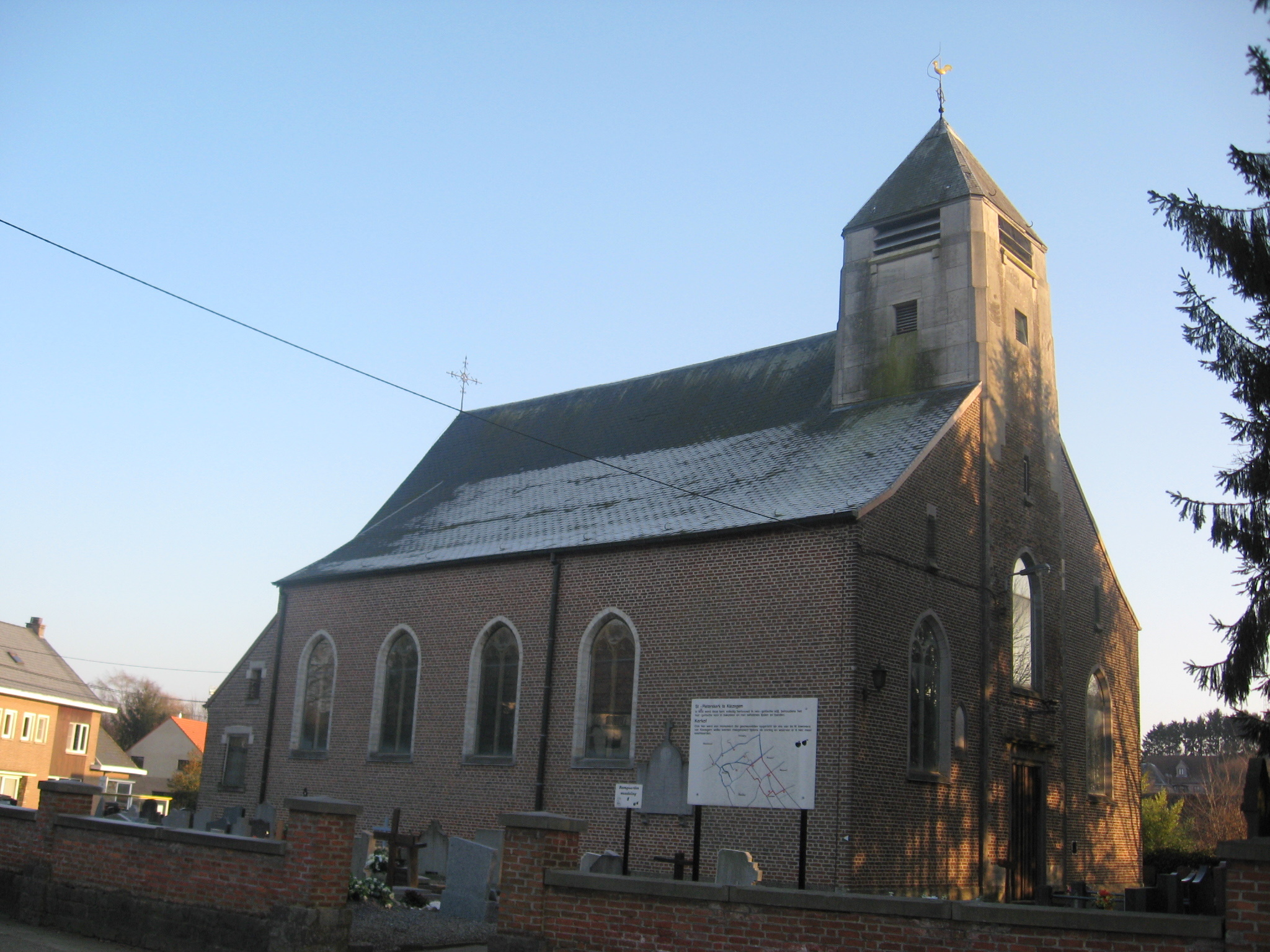
Sint-Pieterskerk
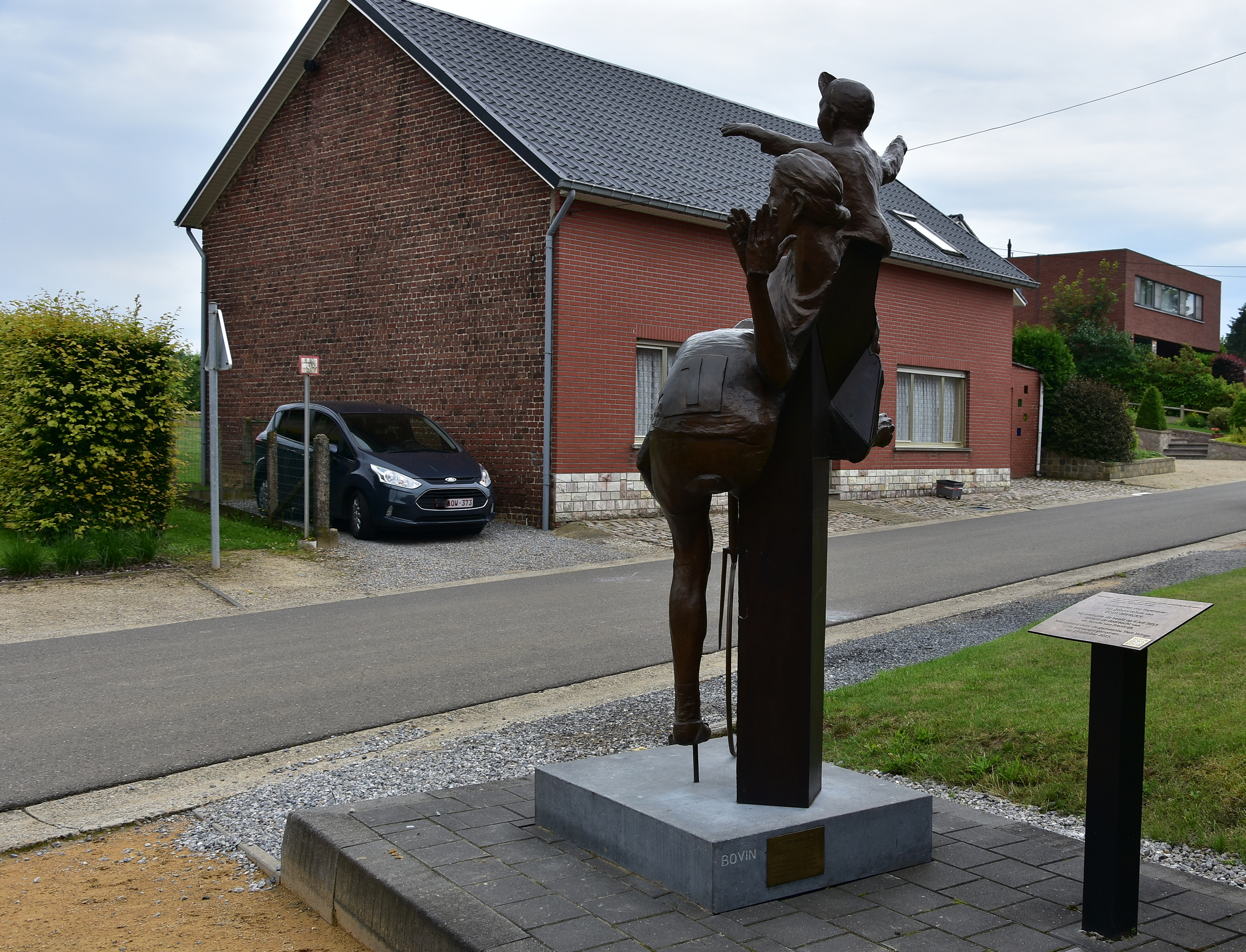
Standbeeld van Eddy Merckx tegenover zijn geboortehuis door Luc De Blick
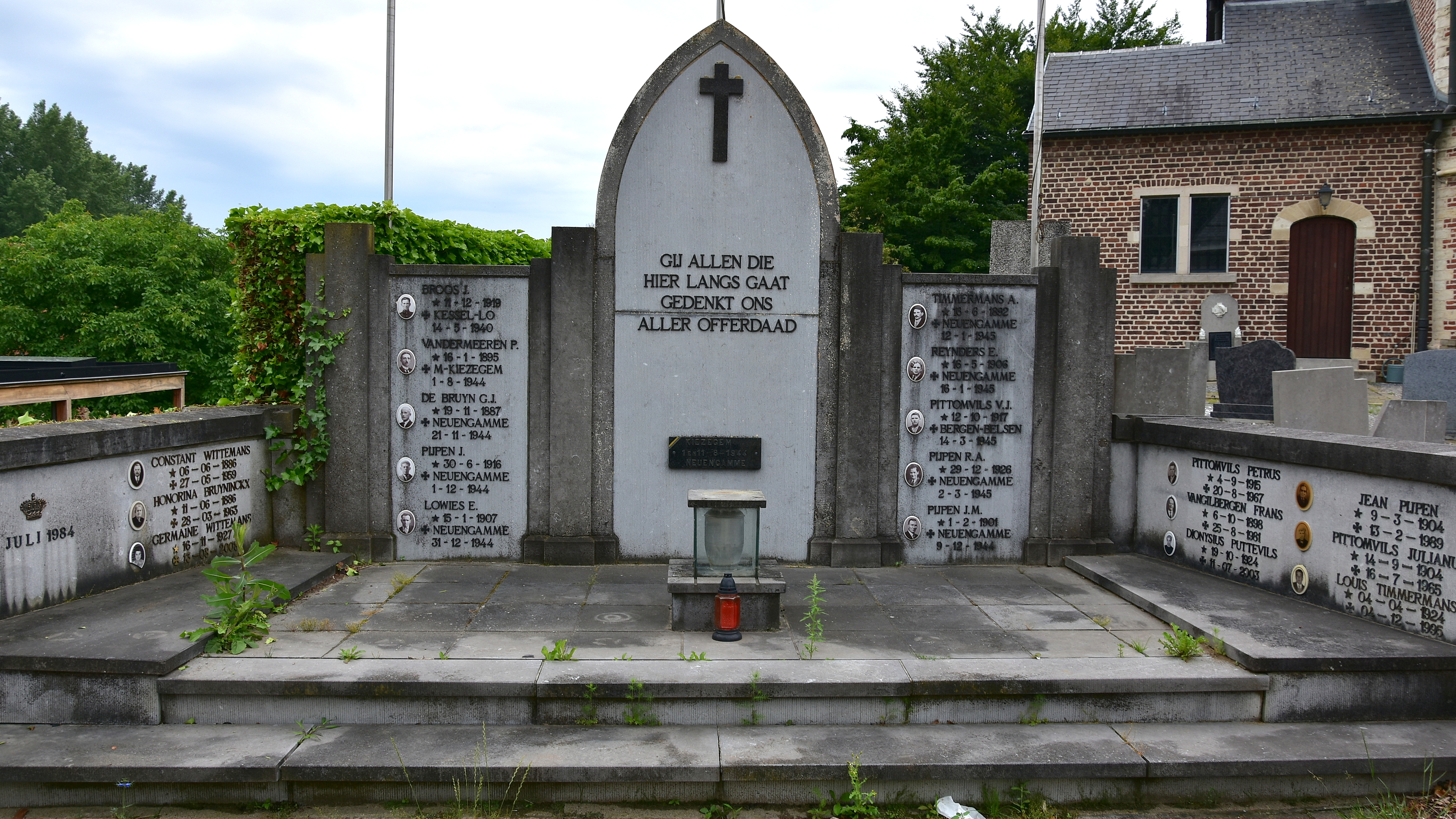
Monument voor de slachtoffers van de razzia's